# ترنتون (اوهایو)
ترنتون(به انگلیسی: Trenton) شهری در ایالت اوهایو کشور ایالات متحده آمریکا است که جمعیت آن در سرشماری سال ۲۰۱۰ میلادی، ۱۱٬۸۶۹ نفر بوده‌است.